# Contre-transfert
Dans la cure psychanalytique, le contre-transfert (allemand : Gegenübertragung) désigne la disposition inconsciente de l'analyste en rapport au transfert de l'analysant au cours de l'analyse.
L'élaboration de cette disposition contre-transférentielle facilite chez l'analyste la compréhension de la nature du conflit psychique inconscient exprimé par le transfert de l'analysant et son interprétation dynamique en vue de son élucidation.

## Définition
Heinrich Racker définit ainsi le contre-transfert : « Tout comme l'ensemble des images, des sentiments et des pulsions de l'analysant envers l'analyste, en tant qu'ils sont déterminés par son passé, est appelé névrose de transfert, de même l'ensemble des images, des sentiments et des pulsions de l'analyste envers l'analysant, en tant qu'ils sont déterminés par son passé (comprenant son analyse), est appelé contre-transfert, et son expression pathologique pourrait être désignée comme névrose de contre-transfert.» Pour certains, quand l'analyste cite le 'contre-transfert' serait une indication de pulsions sadiques, déterminant de que le sujet sous analyse quitte immédiatement l'analyse.[incompréhensible]
Heinrich Racker souligne l'importance qu'il donne à ce phénomène : « Freud a dit une fois que ses disciples avaient appris à supporter une partie de la vérité sur eux-mêmes. L'approfondissement du savoir sur notre contre-transfert suit cette même ligne de conduite. Et je pense, de plus, que nous faisons bien si nous apprenons à supporter que cette vérité sur chacun d'entre nous soit également connue de quelques autres[réf. souhaitée]. »

## Cadre
Le contre-transfert est clairement distinct d'un sentiment relationnel classique. Il s'agit d'un phénomène spécifique à l'analyse, et à son cadre : le transfert désignant l'analyste sur le modèle de relations infantiles, le contre-transfert est la réaction de l'analyste à cette désignation, et qui prend sa source dans des problématiques inconscientes. Le contre-transfert sera cependant utilisé dans la théorisation de psychothérapies d'inspiration psychanalytique, utilisant la métapsychologie comme référent théorique. La notion de cadre a été particulièrement développée par le psychanalyste argentin José Bleger.

## Technique de l'analyse
Le contre-transfert est d'abord perçu comme un obstacle de plus à l'analyse : le psychanalyste aura du mal à interpréter, ses émotions entreront en jeu. Mais le contre-transfert se révèle par la suite un outil majeur pour l'analyste : à partir de ces vécus émotifs, l'analyste peut comprendre dans quelle position le met l'analysant, l'analyse du transfert étant le point central de la thérapie.
La psychanalyste britannique Paula Heimann a été la première à théoriser la notion de contre-transfert : « J'ai été frappée par la croyance répandue parmi les candidats (-analystes) que le contre-transfert n'est qu'une source de problème (...). Ma thèse est que la réponse émotionnelle de l'analyste à son patient dans la situation analytique représente l'un des outils les plus importants pour son travail. »

Le contre-transfert se révélera ainsi un point majeur de l'analyse, et notamment de l'analyse des psychoses. Pour Heinrich Racker : 

« Au sein du processus psychanalytique, l'analyste remplit à la fois la fonction d'interprète et la fonction d'objet. Le contre-transfert indique, avec précision, à l'analyste interprète ce qu'il doit interpréter, quand et comment le faire, de même qu'il peut brouiller sa compréhension du matériel par des rationalisations et des points obscurs. La fonction d'objet dépendra également à chaque instant, en bien ou en mal, du contre-transfert. On ne peut prétendre que l'analyste échappe au contre-transfert, car cela reviendrait à dire que l'analyste n'a pas d'inconscient ; mais il se peut que si l'analyste observe et analyse son contre-transfert, il puisse s'en servir pour faire progresser la cure. De même que la personnalité totale de l'analysant vibre dans sa relation avec l'analyste, de même l'analyste vibre dans sa relation avec l'analysant, sans pour autant méconnaître les différences quantitatives et qualitatives. »

## Théories du contre-transfert

### Théories lacaniennes
Du côté de la compréhension lacanienne, transfert et contre transfert sont des divisions théoriques d'un même phénomène de rencontre.

### Perspective kleinienne
D'autres psychanalystes, qui usent en général de la théorie de la relation d'objet, comprennent le contre-transfert en s'appuyant sur des concepts kleiniens tels que celui d'identification projective.

### Perspective jungienne
Avec des présupposés très différents de ceux de la psychanalyse freudienne, Carl Gustav Jung considère que transfert et contre-transfert sont indissociables ; ils participent de la même dynamique archétypique de l'espace intersubjectif créé par la rencontre thérapeute-patient.